# João Pedro Augusto Mourão Costa
João Pedro Augusto Mourão Costa (Lisbona, 7 marzo 2000) è un calciatore portoghese, attaccante del Santa Clara.

## Carriera
Costa è cresciuto nelle giovanili di CAC Pontinha, Loures e Vitória Setúbal, per poi iniziare la carriera calcistica nel 2019 con il Bocal in Elite Pro National. Nel 2020 è passato all'Estrela Amadora nel Campeonato de Portugal e l'anno successivo ha fatto ritorno in prestito al Loures, dove è stato inserito fra le riserve della squadra ideale della competizione.
Il 4 luglio 2022 ha firmato con il Belenenses in Terceira Liga ed ha contribuito alla promozione del club segnando 9 reti in 27 incontri di campionato. A fine stagione ha rescisso il contratto di comune accordo con il club ed ha firmato con l'Alverca, che ha trascinato alla promozione segnando 22 gol in 32 partite, numeri che gli sono valsi il titolo di capocannoniere e di miglior giocatore del torneo.
Il 25 giugno 2024 è stato acquistato a titolo definitivo dal Santa Clara, club di prima divisione.

## Statistiche

### Presenze e reti nei club
Statistiche aggiornate al 15 ottobre 2024
| Stagione        | Squadra         | Campionato      | Campionato | Campionato | Coppe nazionali | Coppe nazionali | Coppe nazionali | Coppe continentali | Coppe continentali | Coppe continentali | Altre coppe | Altre coppe | Altre coppe | Totale | Totale | Totale |
| Stagione        | Squadra         | Comp            | Pres       | Reti       | Comp            | Pres            | Reti            | Comp               | Pres               | Reti               | Comp        | Pres        | Reti        | Pres   | Reti   |        |
| --------------- | --------------- | --------------- | ---------- | ---------- | --------------- | --------------- | --------------- | ------------------ | ------------------ | ------------------ | ----------- | ----------- | ----------- | ------ | ------ | ------ |
| 2019-2020       | Bocal           | EPN             | 22         | 9          | -               | -               | -               | -                  | -                  | -                  | -           | -           | -           | 22     | 9      |        |
| 2020-2021       | Estrela Amadora | CdP             | 2          | 0          | CP              | 0               | 0               | -                  | -                  | -                  | -           | -           | -           | 2      | 0      |        |
| 2021-2022       | Loures          | CdP             | 24         | 12         | CP              | 2               | 0               | -                  | -                  | -                  | -           | -           | -           | 26     | 12     |        |
| 2022-2023       | Belenenses      | TL              | 27         | 9          | CP              | 2               | 0               | -                  | -                  | -                  | -           | -           | -           | 29     | 9      |        |
| 2023-2024       | Alverca         | TL              | 32         | 22         | CP              | 2               | 2               | -                  | -                  | -                  | -           | -           | -           | 34     | 24     |        |
| 2024-2025       | Santa Clara     | PL              | 6          | 1          | CP+CdL          | 0               | 0               | -                  | -                  | -                  | -           | -           | -           | 6      | 1      |        |
| Totale carriera | Totale carriera | Totale carriera | 113        | 53         |                 | 6               | 2               |                    | 0                  | 0                  |             | -           | -           | 119    | 55     |        |

## Palmarès

### Club

#### Competizioni nazionali
- Terceira Liga: 1

Alverca: 2023-2024

### Individuale
- Capocannoniere della Terceira Liga: 1

2023-2024 (22 gol)
- Miglior giocatore della Terceira Liga: 1

2023-2024